# Saskatchewan Census Division No. 9
Die Census Division No. 9 in der kanadischen Provinz Saskatchewan hat eine Fläche von 14.851,26 km², es leben dort 36.047 Einwohner. 2011 betrug die Einwohnerzahl 35.314. Größter Ort in der Division ist Yorkton.

## Gemeinden
City
- Yorkton

Towns
- Canora
- Kamsack
- Norquay
- Preeceville
- Springside
- Sturgis

Villages
- Arran
- Buchanan
- Calder
- Ebenezer
- Endeavour
- Hyas
- Invermay
- Lintlaw
- Pelly
- Rama
- Rhein
- Sheho
- Stenen
- Theodore
- Togo

## Rural Municipalities
- RM Calder No. 241
- RM Wallace No. 243
- RM Orkney No. 244
- RM Garry No. 245
- RM Cote No. 271
- RM Sliding Hills No. 273
- RM Good Lake No. 274
- RM Insinger No. 275
- RM St. Philips No. 301
- RM Keys No. 303
- RM Buchanan No. 304
- RM Invermay No. 305
- RM Livingston No. 331
- RM Clayton No. 333
- RM Preeceville No. 334
- RM Hazel Dell No. 335

## Indianerreservate
Cote First Nation
- Cote 64

Keeseekoose First Nation
- Keeseekoose 66
- Keeseekoose 66-A
- Keeseekoose 66-CA-04
- Keeseekoose 66-CA-05
- Keeseekoose 66-CA-06
- Keeseekoose 66-KE-04
- Keeseekoose 66-KE-05

The Key First Nation
- The Key 65